# Záběhlice (Řečice)
Záběhlice (německy Sabiechlitz) je malá vesnice, část obce Řečice v okrese Pelhřimov. Nachází se asi 1,5 km na západ od Řečice. V roce 2009 zde bylo evidováno 13 adres. V roce 2001 zde trvale žilo 15 obyvatel.
Záběhlice leží v katastrálním území Křepiny o výměře 3,74 km2.

## Další fotografie

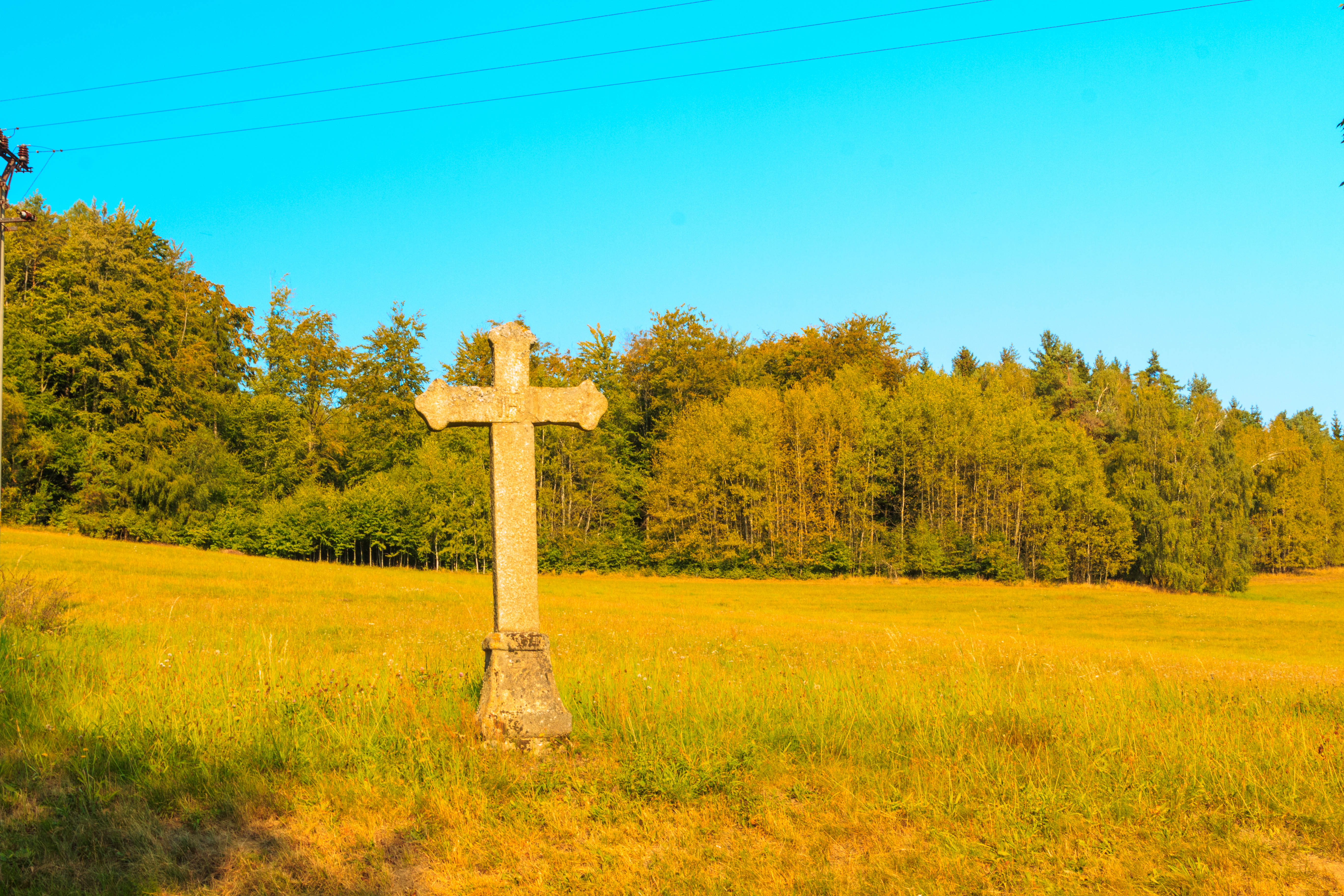
Záběhlice u Řečice - kříž
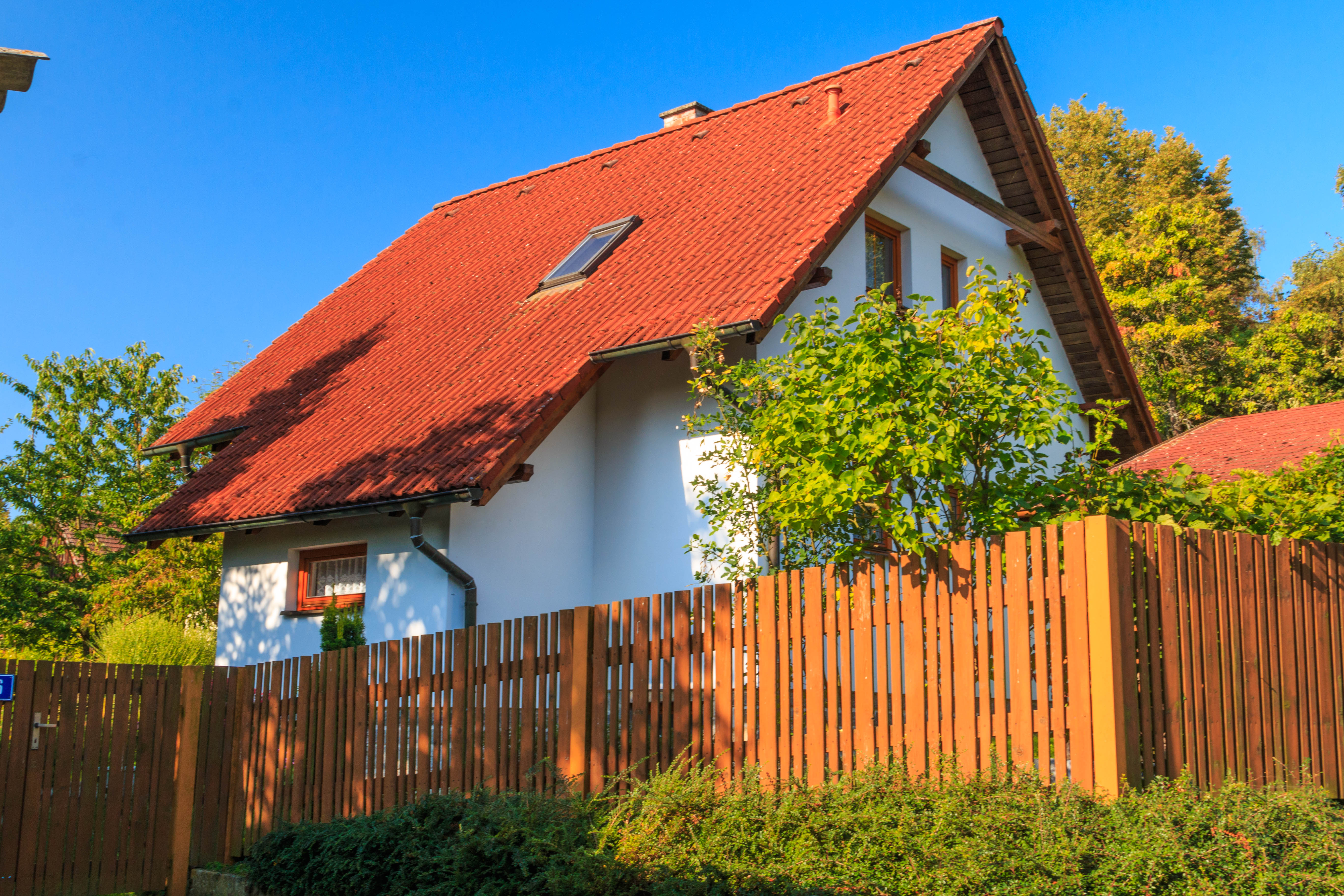
Záběhlice u Řečice - čp. 16
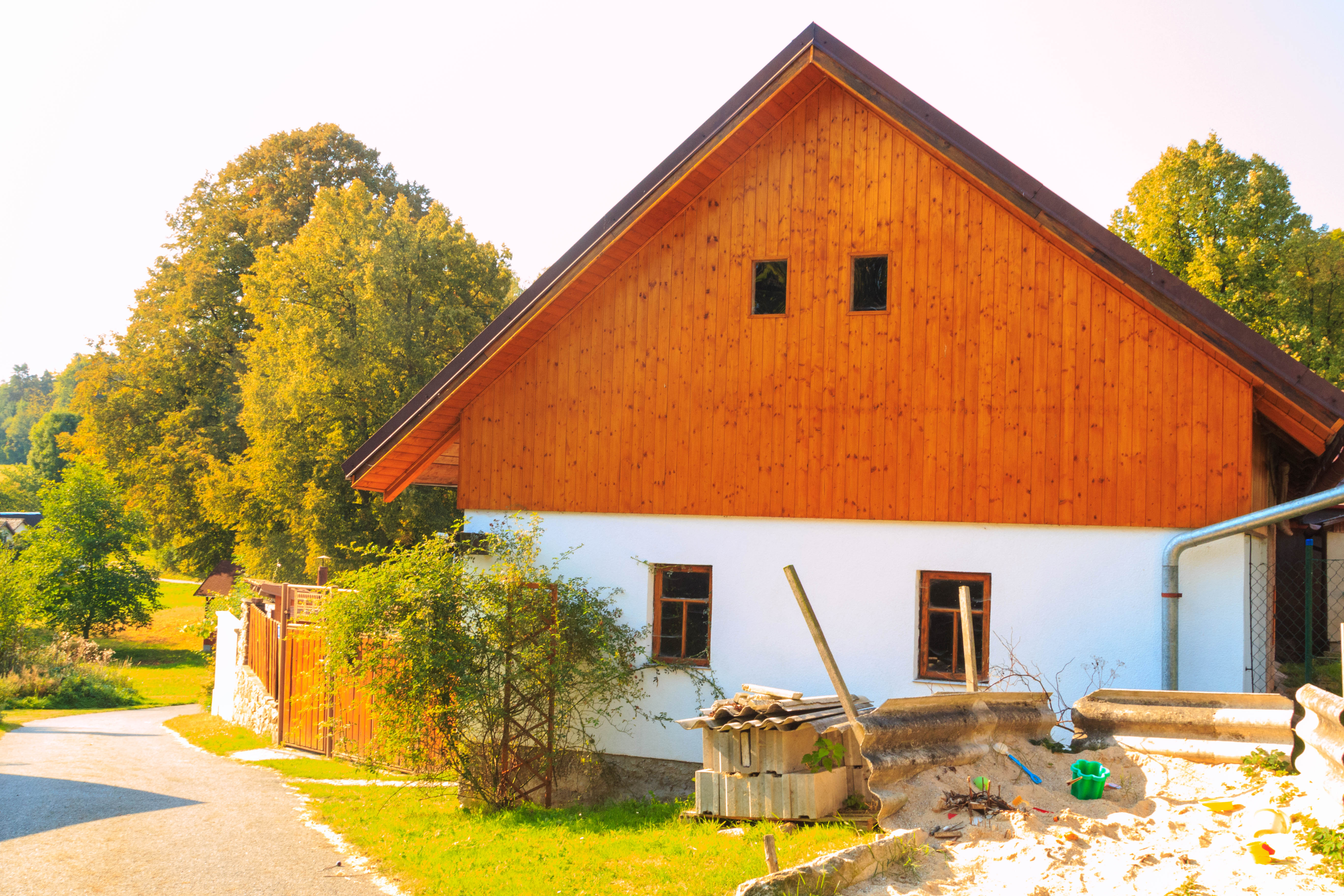
Záběhlice u Řečice
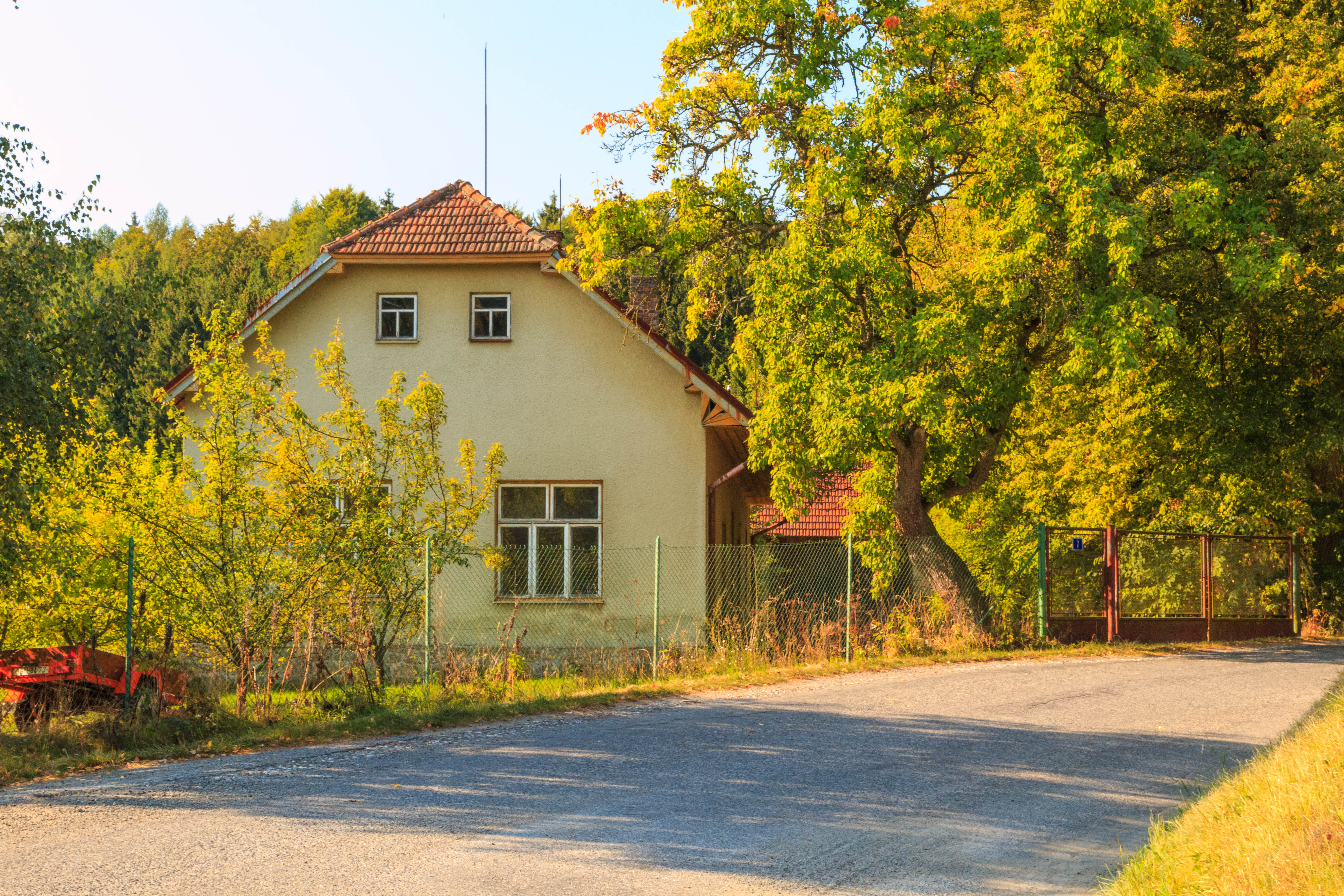
Záběhlice u Řečice - čp. 7